# لیگ برتر بسکتبال مردان ایران ۱۳۹۷
لیگ برتر بسکتبال ایران ۹۸–۱۳۹۷، بیست و نهمین دوره لیگ بسکتبال ایران بود.

## جدول رده بندی
| رتبه | تیم                | بازی | برد | باخت | گل زده | گل خورده | تفاضل | امتیاز |
| ---- | ------------------ | ---- | --- | ---- | ------ | -------- | ----- | ------ |
| ۱    | پتروشیمی بندر امام | ۱۶   | ۱۵  | ۱    | ۱۳۸۸   | ۹۴۷      | ۴۱۷+  | ۳۱     |
| ۲    | شیمیدر تهران       | ۱۶   | ۱۴  | ۲    | ۱۲۰۹   | ۱۰۰۰     | ۲۰۹+  | ۳۰     |
| ۳    | شهرداری گرگان      | ۱۶   | ۱۱  | ۵    | ۱۱۴۷   | ۱۱۰۱     | ۴۶+   | ۲۷     |
| ۴    | پالایش نفت آبادان  | ۱۶   | ۱۱  | ۵    | ۱۱۷۱   | ۱۰۴۷     | ۱۲۴+  | ۲۷     |
| ۵    | ذوب آهن اصفهان     | ۱۶   | ۸   | ۸    | ۱۰۷۷   | ۱۰۷۵     | ۲+    | ۲۴     |
| ۶    | آویژه صنعت مشهد    | ۱۶   | ۴   | ۱۲   | ۱۱۵۷   | ۱۲۵۴     | ۹۷-   | ۲۰     |
| ۷    | پگاه تهران         | ۱۶   | ۴   | ۱۲   | ۱۱۲۴   | ۱۲۵۷     | ۱۳۳-  | ۲۰     |
| ۸    | نیروی زمینی تهران  | ۱۶   | ۴   | ۱۲   | ۱۰۱۲   | ۱۲۳۱     | ۲۱۹-  | ۲۰     |
| ۹    | رعد پدافند دزفول   | ۱۶   | ۱   | ۱۵   | ۹۲۱    | ۱۲۷۰     | ۳۴۹-  | ۱۷     |

## پلی آف
|  | ۱/۴ نهایی | ۱/۴ نهایی          | ۱/۴ نهایی         |               |                   | نیمه نهایی         | نیمه نهایی | نیمه نهایی |                    |          | دیدار نهایی | دیدار نهایی       | دیدار نهایی |
|  |           |                    |                   |               |                   |                    |            |            |                    |          |             |                   |             |
|  | ۱         | پتروشیمی بندر امام | ۲                 |               |                   |                    |            |            |                    |          |             |                   |             |
|  | ۸         | نیروی زمینی        | ۰                 |               |                   |                    |            |            |                    |          |             |                   |             |
|  | ۸         | نیروی زمینی        | ۰                 |               | ۱                 | پتروشیمی بندر امام | ۱          |            |                    |          |             |                   |             |
|  |           |                    |                   |               | ۱                 | پتروشیمی بندر امام | ۱          |            |                    |          |             |                   |             |
|  |           | ۴                  | پالایش نفت آبادان | ۳             |                   |                    |            |            |                    |          |             |                   |             |
|  | ۴         | ۴                  | پالایش نفت آبادان | ۳             | پالایش نفت آبادان | ۲                  |            |            |                    |          |             |                   |             |
|  | ۴         |                    |                   |               | پالایش نفت آبادان | ۲                  |            |            |                    |          |             |                   |             |
|  | ۵         | ذوب آهن            | ۰                 |               |                   |                    |            |            |                    |          |             |                   |             |
|  |           |                    |                   |               |                   |                    |            |            |                    |          | ۴           | پالایش نفت آبادان | ۳           |
|  |           |                    | ۳                 | شهرداری گرگان | ۱                 |                    |            |            |                    |          |             |                   |             |
|  | ۲         | شیمیدر تهران       | ۲                 |               |                   |                    |            |            |                    |          |             |                   |             |
|  | ۷         | پگاه               | ۰                 |               |                   |                    |            |            |                    |          |             |                   |             |
|  | ۷         | پگاه               | ۰                 |               | ۲                 | شیمیدر تهران       | ۱          |            | رده بندی           | رده بندی | رده بندی    | رده بندی          |             |
|  |           |                    |                   |               | ۲                 | شیمیدر تهران       | ۱          |            | رده بندی           | رده بندی | رده بندی    | رده بندی          |             |
|  |           | ۳                  | شهرداری گرگان     | ۳             |                   |                    |            |            |                    |          |             |                   |             |
|  | ۳         | ۳                  | شهرداری گرگان     | ۳             | شهرداری گرگان     | ۲                  |            | ۱          | پتروشیمی بندر امام | —        |             |                   |             |
|  | ۳         |                    |                   |               | شهرداری گرگان     | ۲                  |            | ۱          | پتروشیمی بندر امام | —        |             |                   |             |
|  | ۶         | آویژه              | ۰                 |               |                   |                    |            |            |                    |          | ۲           | شیمیدر تهران      | —           |

## ۱/۴ نهایی
| تیم۱               | نتیجه | تیم۲              | بازی نخست | بازی دوم | بازی سوم |
| ------------------ | ----- | ----------------- | --------- | -------- | -------- |
| پتروشیمی بندر امام | ۰-۲   | نیروی زمینی تهران | ۴۹-۱۰۳    | ۶۱-۱۱۴   |          |
| پالایش نفت آبادان  | ۰-۲   | ذوب آهن اصفهان    | ۶۵-۶۹     | ۴۲-۷۵    |          |
| شیمیدر تهران       | ۰-۲   | پگاه تهران        | ۵۰-۷۷     | ۷۰-۸۴    |          |
| شهرداری گرگان      | ۰-۲   | آویژه صنعت مشهد   | ۷۷-۸۶     | ۵۹-۹۷    |          |

## نیمه نهایی
| تیم۱               | نتیجه | تیم۲              | بازی نخست | بازی دوم | بازی سوم | بازی چهارم | بازی پنجم |
| ------------------ | ----- | ----------------- | --------- | -------- | -------- | ---------- | --------- |
| پتروشیمی بندر امام | ۳-۱   | پالایش نفت آبادان | ۷۵-۷۳     | ۶۸-۵۸    | ۷۹-۷۰    | ۷۴-۶۵      |           |
| شیمیدر تهران       | ۳-۱   | شهرداری گرگان     | ۷۳-۷۴     | ۶۸-۹۲    | ۸۱-۶۴    | ۷۴-۶۰      |           |

## دیدار نهایی
| تیم۱          | نتیجه | تیم۲              | بازی نخست | بازی دوم | بازی سوم | بازی چهارم | بازی پنجم |
| ------------- | ----- | ----------------- | --------- | -------- | -------- | ---------- | --------- |
| شهرداری گرگان | ۳-۱   | پالایش نفت آبادان | ۶۷-۶۳     | ۷۹-۸۱    | ۹۹-۷۴    | ۵۸-۵۵      |           |